# Controvérsia da pornografia em Ramala
A controvérsia da pornografia em Ramala ocorreu em 30 de março de 2002 como parte do conflito israelo-palestino durante a Segunda Intifada, quando as Forças de Defesa de Israel ocuparam a cidade de Ramala na Autoridade Palestina como parte da Operação Pilar Defensivo. Residentes palestinos, falando com a Agence France-Presse, afirmaram que soldados israelenses assumiram o controle de três das quatro estações de televisão palestinas, incluindo Al-Watan, Ammwaj e Al-Sharaq, e começaram a transmitir pornografia hardcore de uma estação de TV pornográfica na Europa às 15h30 para as residências palestinas na Cisjordânia e que o equipamento de transmissão da estação foi destruído. Porta-vozes do Exército Israelense negaram os relatórios.
A AFP relatou que o incidente causou revolta entre os residentes palestinos, já que as famílias ficaram presas em suas casas com suas crianças devido ao conflito armado do lado de fora e à imposição de um toque de recolher de 24 horas por parte de Israel. Alguns palestinos descreveram o incidente como "não saudável", que "os israelenses querem mexer com a cabeça de nossos jovens", e como um "dano psicológico deliberado causado por essas transmissões". Rita Giacaman, professora de saúde pública no Instituto de Saúde Comunitária e Pública da Universidade Birzeit, na Cisjordânia, escreveu que "no segundo dia desse ataque, liguei a Watan Television para assistir às notícias sobre o que estava acontecendo ao nosso redor e fiquei chocada ao encontrar um filme pornográfico em vez disso".
Os relatórios foram negados por um porta-voz das Forças de Defesa de Israel e Emmanuel Nachshon, falando pelo Ministério das Relações Exteriores de Israel, afirmou que não estava ciente do envolvimento israelense em transmissões "vergonhosas". Em um relatório intitulado "Mentiras e Desinformação como uma Arma Palestina", o Ministério das Relações Exteriores de Israel afirmou que a alegação de que Israel fez transmissões pornográficas "foi considerada infundada". Embora o Journal of Palestine Studies da Universidade da Califórnia tenha incluído em uma lista de incidentes no conflito árabe-israelense a afirmação de que "assume o controle da TV al-Watan, transmite pornografia (relatórios confirmados pelo consulado dos Estados Unidos)", esta afirmação foi citada em um artigo no New York Times que afirmava: "Um funcionário do consulado dos Estados Unidos que estava em Ramallah confirmou que os programas estavam no ar. O Exército Israelense disse que os soldados interromperam a transmissão da estação, mas não substituíram a programação habitual por pornografia." e o incidente foi mencionado em um relatório do Escritório de Democracia, Direitos Humanos e Trabalho dos Estados Unidos.